# Lithoxus planquettei
Lithoxus planquettei és una espècie de peix de la família dels loricàrids i de l'ordre dels siluriformes.

## Morfologia
- Els mascles poden assolir 7 cm de longitud total.[4][5]

## Hàbitat
És un peix d'aigua dolça i de clima tropical.

## Distribució geogràfica
Es troba a Sud-amèrica: des de la conca del riu Maroni fins a la del riu Kaw (Guaiana Francesa).